# Власенки
Вла́сенки — орнітологічний заказник місцевого значення в Україні. Розташований на території Ружинського району Житомирської області, на південний схід від села Городок.
Площа 121 га. Статус присвоєно згідно з рішенням 11 сесії 23 скликання облради від 29.11.2001 року. Перебуває у віданні ДП «Попільнянське ЛГ» (Ружинське лісництво, кв. 71, 72).
Статус присвоєно для збереження лісового масиву з дубово-грабовими насадженнями як місця мешкання колонії чаплі сірої та чаплі рудої (120 гнізд). Ця колонія є найбільшою в Житомирській області.